# Амелі-ле-Бен-Палальда

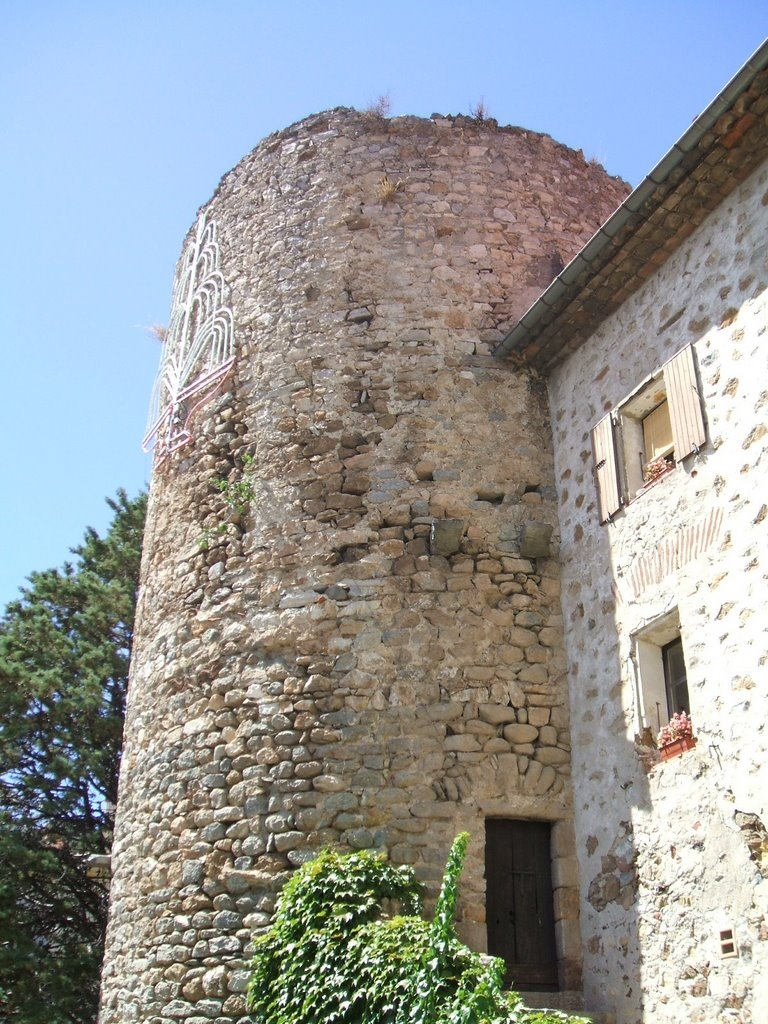

Амелі́-ле-Бен-Палальда́ (фр. Amélie-les-Bains-Palalda) — муніципалітет у Франції, у регіоні Окситанія, департамент Східні Піренеї. Населення — 3565 осіб (01.01.2021).
Муніципалітет розташований на відстані близько 710 км на південь від Парижа, 160 км на південний захід від Монпельє, 31 км на південний захід від Перпіньяна. У Амелі-ле-Бен-Палальда провів останні роки життя і помер знаний вчений-ентомолог барон Максиміліан де Шодуар.

## Історія
До 2015 року муніципалітет перебував у складі регіону Лангедок-Русійон. Від 1 січня 2016 року належить до нового об'єднаного регіону Окситанія.

## Демографія
Динаміка населення (Insee ):
Розподіл населення за віком та статтю (2006):
| Стать | Всього | До 15 років | 15-24 | 25-44 | 45-64 | 65-85 | Понад 85 |
| --- | ------ | ----------- | ----- | ----- | ----- | ----- | -------- |
| Чоловіки | 1633   | 268         | 96    | 324   | 369   | 520   | 56       |
| Жінки | 2012   | 220         | 96    | 380   | 516   | 672   | 128      |
| \| Статево-вікова піраміда \| Статево-вікова піраміда \| Статево-вікова піраміда \| \| ----------------------- \| ----------------------- \| ----------------------- \| \| Чоловіки \| Вік \| Жінки \| \| 56 \| 85 + \| 128 \| \| 109 \| 80-84 \| 169 \| \| 145 \| 75-79 \| 165 \| \| 125 \| 70-74 \| 177 \| \| 141 \| 65-69 \| 161 \| \| 96 \| 60-64 \| 129 \| \| 117 \| 55-59 \| 145 \| \| 56 \| 50-54 \| 126 \| \| 100 \| 45-49 \| 116 \| \| 124 \| 40-44 \| 120 \| \| 60 \| 35-39 \| 104 \| \| 84 \| 30-34 \| 80 \| \| 56 \| 25-29 \| 76 \| \| 28 \| 20-24 \| 40 \| \| 68 \| 15-20 \| 56 \| \| 68 \| 10-14 \| 76 \| \| 88 \| 5-9 \| 80 \| \| 112 \| 0-4 \| 64 \| |        |             |       |       |       |       |          |
| Статево-вікова піраміда |        |             |       |       |       |       |          |
| Чоловіки | Вік    | Жінки       |       |       |       |       |          |
| 56 | 85 +   | 128         |       |       |       |       |          |
| 109 | 80-84  | 169         |       |       |       |       |          |
| 145 | 75-79  | 165         |       |       |       |       |          |
| 125 | 70-74  | 177         |       |       |       |       |          |
| 141 | 65-69  | 161         |       |       |       |       |          |
| 96 | 60-64  | 129         |       |       |       |       |          |
| 117 | 55-59  | 145         |       |       |       |       |          |
| 56 | 50-54  | 126         |       |       |       |       |          |
| 100 | 45-49  | 116         |       |       |       |       |          |
| 124 | 40-44  | 120         |       |       |       |       |          |
| 60 | 35-39  | 104         |       |       |       |       |          |
| 84 | 30-34  | 80          |       |       |       |       |          |
| 56 | 25-29  | 76          |       |       |       |       |          |
| 28 | 20-24  | 40          |       |       |       |       |          |
| 68 | 15-20  | 56          |       |       |       |       |          |
| 68 | 10-14  | 76          |       |       |       |       |          |
| 88 | 5-9    | 80          |       |       |       |       |          |
| 112 | 0-4    | 64          |       |       |       |       |          |

## Економіка
2010 року серед 1899 осіб працездатного віку (15—64 років) 1204 були активними, 695 — неактивними (показник активності 63,4%, у 1999 році було 65,9%). З 1204 активних мешканців працювало 918 осіб (473 чоловіки та 445 жінок), безробітними було 286 (139 чоловіків та 147 жінок). Серед 695 неактивних 99 осіб було учнями чи студентами, 309 — пенсіонерами, 287 були неактивними з інших причин.

У 2010 році в муніципалітеті числилось 2226 оподаткованих домогосподарств, у яких проживали 3918,5 особи, медіана доходів виносила 14 599 євро на одного особоспоживача